# Fontänen i Dubai
Fontänen i Dubai är världens största koreograferade fontänsystem, beläget i sjön vid Burj Khalifa i Dubai i Förenade arabemiraten. Den designades av företaget WET Design, som även har konstruerat fontänsystemet vid hotellet Bellagio i Las Vegas.
Den upplyses av 6 600 lampor och 50 färgade projektorer. Den är 275 meter lång, och skjuter vatten ända till 152 meter upp i luften, samtidigt som den ackompanjeras av både arabisk musik och världsmusik.
Testandet av fontänen började i februari 2009, och den invigdes officiellt den 8 maj 2009, tillsammans med den officiella öppningsceremonin av Dubai Mall.

## Mekanism
Fontänen kan spruta ut 83 000 liter vatten i luften närsomhelst. Mer än 6 600 lampor och 50 färgade projektorer har installerats. Fontänformationen består av fem cirklar i varierande storlekar, samt två valv. Under slutet av 2010 utrustades fontänen med ytterligare ett element, eld, vilket omslöt fontänformationen. Elden var en tillfällig installation inför nyårsfirandet 2011. Fontänen sprutar vatten i luften i många olika kombinationer och mönster. Ljusstrålarna från fontänen kan ses ända upp till 32 kilometer bort.

## Föreställningar

Fontänens plan.

Fontänen är inställd att framföra ett flertal olika nummer i samband med både ljus och musik. Föreställningarna kan ses från varje ställe längs sjön vid Burj Khalifa, samt många närliggande byggnader. Föreställningarna är schemalagda att starta 13:00 och 13:30, samt varje halvtimma från 18:00 till 22:00 på vardagar, och från 18:00 till 23:00 på helgdagar (i Dubai räknas torsdag, fredag och lördag som helgdagar).

### Användning
I mars 2016 blev fontänen och köpcentrumet en del av loggan för kommande Expo 2020. Eventet besöktes bland annat av Förenade Arabemiratens premiärminister Mohammed bin Rashid Al Maktoum, och fontänerna utgjorde ett nummer till Whitney Houstons version av "I Will Always Love You".

### Musik
Peter Kopik, som även är chef för WET Company, är ansvarig för musiken till fontänens föreställningar. WET Company är även företaget som har designat fontänen.

## Bilder

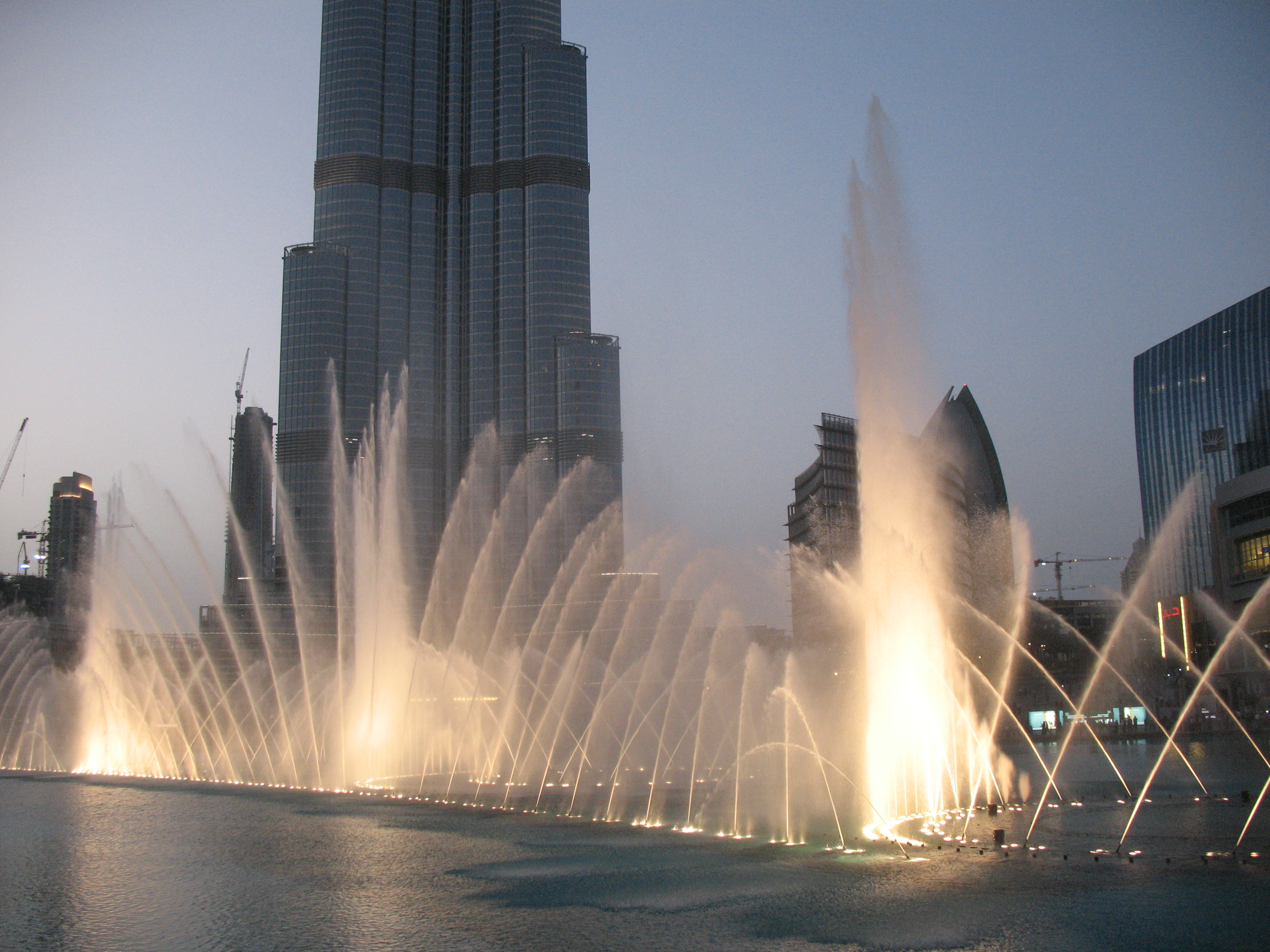
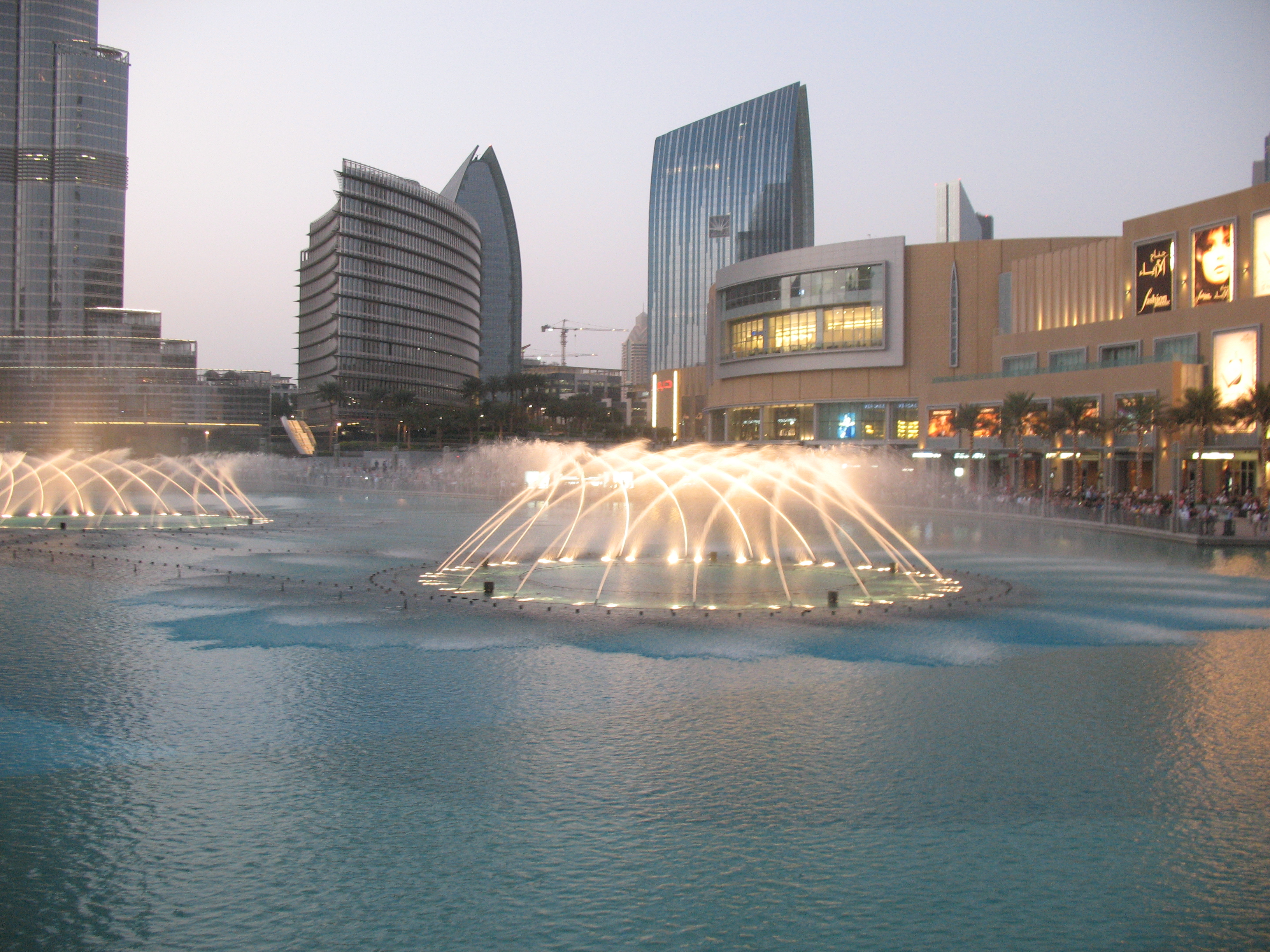
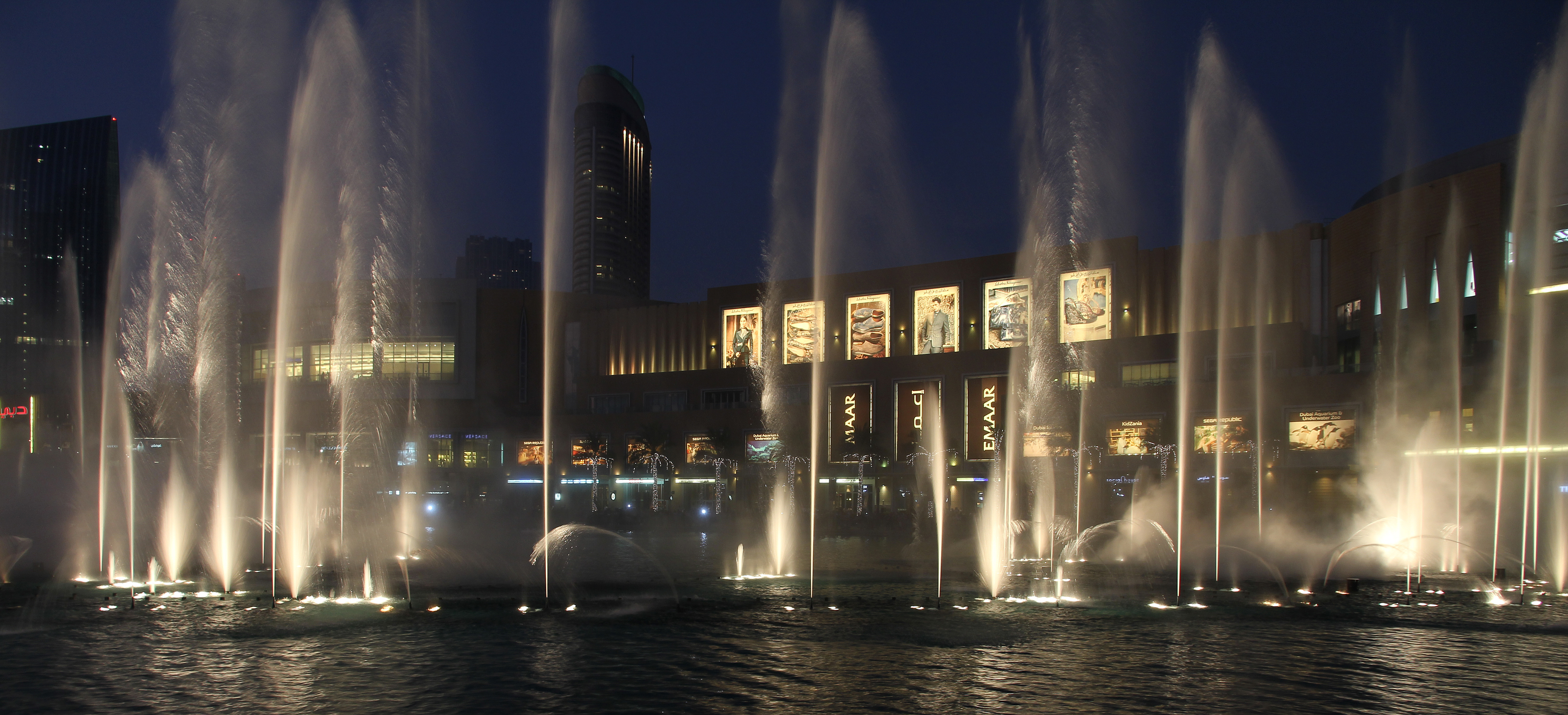
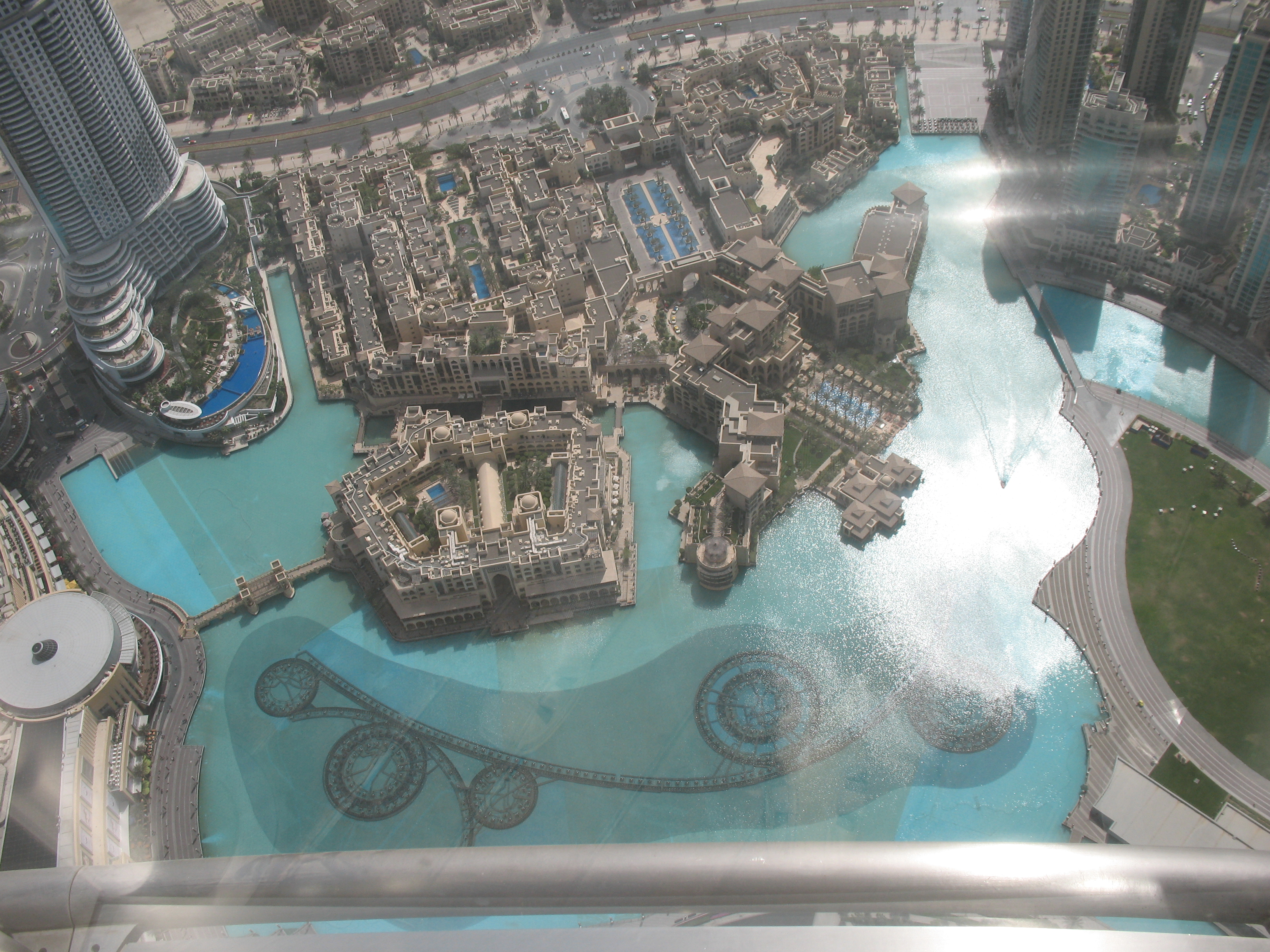
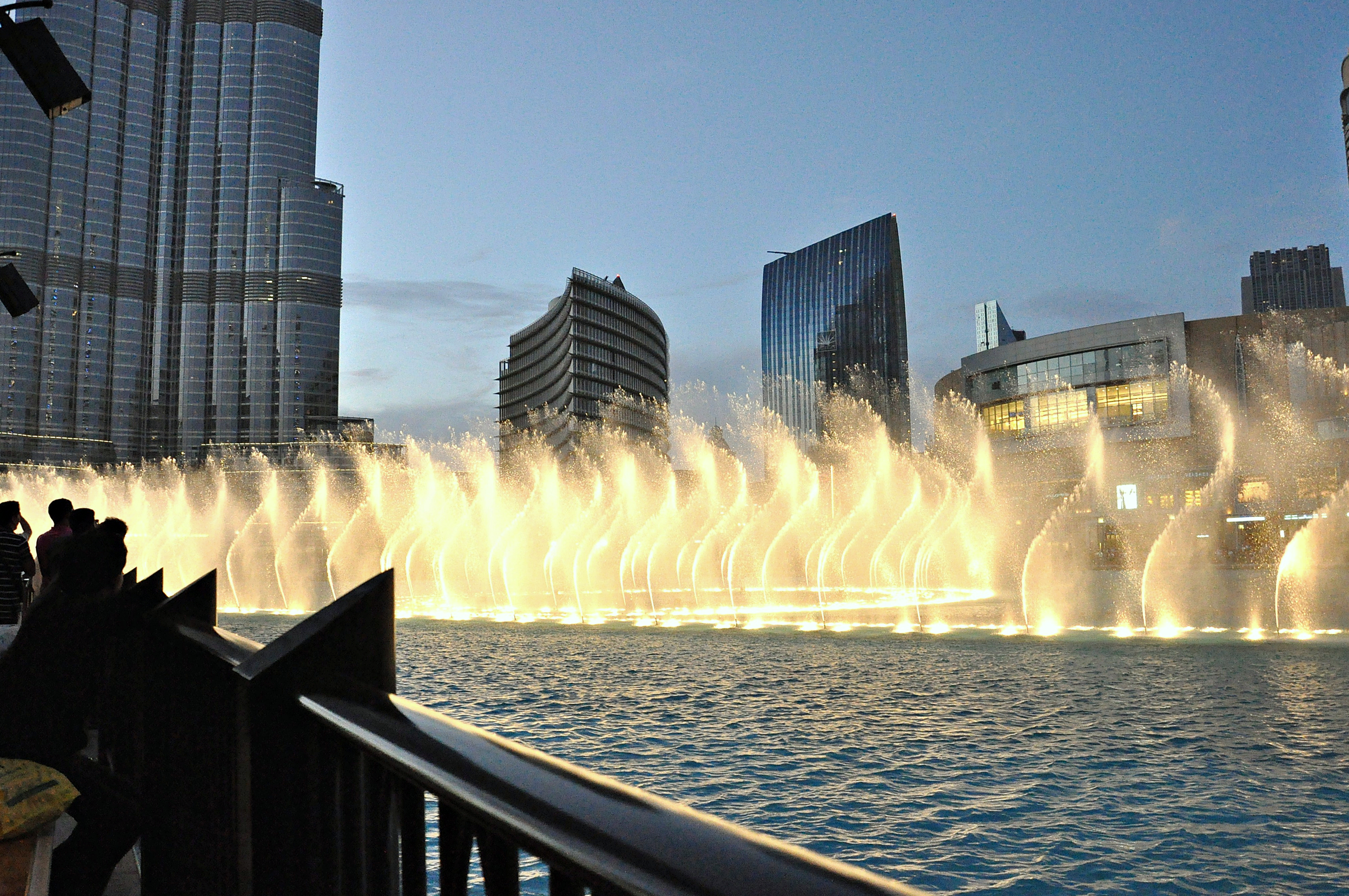